# Witgevlekte honingeter
De witgevlekte honingeter (Microptilotis albonotatus) is een endemische vogel uit Nieuw-Guinea.

## Beschrijving
De witgevlekte honingeter is een vogel uit het geslacht Microptilotis met een lengte van 18 cm. Honingeters uit dit geslacht lijken sterk op elkaar en onderscheiden zich door het verspreidingsgebied waarin ze voorkomen en hun roep. De witgevlekte honingeter heeft een duidelijke en vrij grote witte vlek op de oorstreek en een smalle gele "teugel" (horizontaal streepje op de kop in verlengde van mondhoek).

## Verspreiding en leefgebied
Het verspreidingsgebied van de witgevlekte honingeter strekt zich uit van de Vogelkop langs zuidelijk Nieuw-Guinea tot het zuidoosten, maar ontbreekt in het noordelijk-centrale deel van het hoofdeiland. Het leefgebied is de zone tussen de 500 m en de 1500 m boven de zeespiegel waar hij algemeen voorkomt in secundair bos en gebieden met struikgewas, foeragerend op vruchten en insecten.

## Status
De grootte van de populatie is niet gekwantificeerd maar de soort wordt omschreven als schaars tot plaatselijk algemeen. Op de Rode lijst van de IUCN heeft deze soort de status niet bedreigd.